# Lucien Nahum
Lucien Nahum, född 1929, död 1983, var en brittisk journalist och författare. Han föddes i Egypten och arbetade som pilot innan han blev journalist. Nahum arbetade länge på Agence France Presses New York-kontor. Han skrev romanen Flygplan kapat klockan 13.22.